# Vern Buchanan

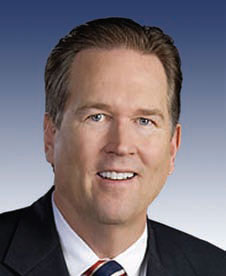
Vern Buchanan

Vernon G. "Vern" Buchanan, född 8 maj 1951 i Detroit, Michigan, är en amerikansk republikansk politiker. Han representerar delstaten Floridas i USA:s representanthus sedan 2007, 2007-2013 som representant för 13:e distriktet och sedan 2013 som representant för 16:e distriktet efter en omnumrering.
Buchanan avlade 1975 sin kandidatexamen vid Cleary University i Ann Arbor. Han avlade sedan 1986 sin MBA vid University of Detroit. Han gjorde sedan karriär inom försäkringsbranschen och inom bilhandeln.
Kongressledamoten Katherine Harris, hans företrädare, kandiderade utan framgång till USA:s senat i kongressvalet i USA 2006. Buchanan besegrade demokraten Christine Jennings mycket knappt i kongressvalet 2006 och efterträdde därför Harris i representanthuset i januari 2007. Han besegrade sedan Jennings med klar marginal i kongressvalet i USA 2008.